# Метательное оружие
Мета́тельное ору́жие, мета́тельные орудия — оружие дальнего боя, основанное на использовании мускульной силы человека, силы тяжести, упругих свойств дерева (металла, пластмассы) или энергии скрученных (растянутых) волокон.
В другом источнике указано, что мета́тельное ору́жие — вид оружия, в котором для бросания средства поражения используется мускульная сила человека, воздействующая либо непосредственно, либо с помощью предварительно скрученных, растянутых или изогнутых упругих элементов. Метательные орудия (или оружия) пользуются значительным распространением у многих народов. Простейшими метательными орудиями были камни и палки.
Различают ручное метательное оружие и тяжёлое метательное оружие (метательные машины).

## Описание
Метательное оружие используется на охоте, в военных целях и различных видах спорта, и состоит из двух элементов: метательного снаряда и устройства для метания.
В существующей терминологии  под метательным оружием иногда упрощённо понимают только приспособление, механическое устройство, инструмент или машину для метания снаряда. И, наоборот, под метательным оружием понимают только метательный снаряд, например, копьё, метательный нож, сюрикен, ручная граната.
Следовательно, метательное оружие — это:
I. Метательный снаряд, когда его метают вручную;
II. Устройство для метания;
III. Устройство для метания и метательный снаряд.
Первоначально метательный снаряд приводился в движение в пространстве, путём непосредственного применения человеком мускульной силы. Простейшими метательными снарядами были камни и палки.
Затем для увеличения скорости полёта и точности попадания снаряда в цель были изобретены различные приспособления и машины, которые получили обобщённое название «метательное оружие». Это позволило увеличить дальность полёта снаряда и улучшить его поражающее действие.
Вероятно, первыми образцами метательного оружия, помимо камня и дубины, были праща с метательным камнем, бумеранг, дротик и копьеметалка, лук со стрелами и духовая трубка с шариками или стрелами, часто с ядом.
В качестве поражающего элемента, заострённого навершия дротика и стрелы, использовались колючки растений, иглы животных (дикобраза), рыбьи кости и обработанные кости птиц и зверей, наконечники из кремня и обсидиана.
Метательное оружие является преимущественно холодным оружием, за исключением гранат, и в РФ регулируется федеральным законом «Об оружии»; в других странах — соответственно — национальными юридическими нормами.
Метательное оружие пользовалось и продолжает пользоваться значительным распространением у многих народов.

## Виды ручного метательного оружия

### Метательно-стрелковое

#### Пули
«Пулей» называется снаряд, используемый для метания из различных приспособлений. Обычно это камень или металлический шарик.
Приспособления для метания пуль:
- Праща — особое приспособление в виде петли для метания камней. Праща пользовалась значительным распространением на Востоке (припомним победу Давида над Голиафом), в Греции и даже у римлян, которые имели при своих войсках союзников-пращников (например, жителей Балеарских островов). Каменные (и костяные) пращи употреблялись эскимосами для охоты на птиц ещё в начале XX века.
- Фустибал — оружие, подобное праще, использовавшееся в средневековой Европе IV—X веков.
- Тетань гун — древнекитайский лук, стрелявший стальными шариками (гантань). Использовался монахами Шаолинь. Такие шарики использовались и как самостоятельное вспомогательное оружие.
- Рогатка
- Шнеппер[5] — арбалет для стрельбы пулями, развитие рогатки. Современные арбалеты могут иметь съемную направляющую планку для пуль, превращающую их в шнеппер.

#### Стрелы
Стрелы являлись самым распространённым метательным снарядом. Для их метания используют как духовые трубки, так и луки или арбалеты.
Простой лук, появившийся у первобытных народов, вероятно в подражание естественным эластичным сучьям деревьев, был в употреблении у различных народов во всех частях света. Лук натягивается обыкновенно руками, но у некоторых народов — ногами, в лежачем положении. Стрелы у разных народов также значительно различаются как по форме древка, так и наконечника. Древко обычно имеет оперение. Наконечники иногда делаются тупые, чаще — острые, простые или с зубцами, или легко отламывающиеся, или намазываемые ядом.

#### Дротик
Из длинной, острой бросаемой палки развился дротик, русское название — сулица, представляющий собой короткое метательное копье. Многие народы пользуются короткими метательными палицами с утолщением на конце, такие как кирри готтентотов, или более или менее плоскими и изогнутыми — как многие формы у австралийцев.
Использовалась копьеметалка — разновидность пращи для метания дротиков.

#### Гарпун и абордажная кошка
Гарпун — разновидность дротика, или стрелы. Используется преимущественно в подводной охоте. Гарпуны могут быть как разновидностями остроги или трезубца, которые при применении не часто метаются, так и применяться в метательных устройствах — как стрелы в подводных ружьях или как дротики в гарпунных пушках.
Абордажная кошка хотя не является оружием и дротиком, однако имеет к ним непосредственное отношение. Представляет собой штурмовой якорь или гарпун на цепях или канате, забрасываемый на вражеское судно при абордаже, а также на стену крепости (укрепления) при штурме. Может метаться из метательных машин.
Современные разновидности абордажных кошек схожи с гарпунами. Могут выстреливаться из арбалетов или насадок на огнестрельном оружии. Такие устройства можно увидеть в художественных кинофильмах, где им приписано свойство на дистанции до 100 метров вбиваться в бетон или корпус техники, подобно дюбелю. Этим закрепляется трос, для последующего разведывательно-диверсионного или промышленного альпинизма, или для буксировки.

#### Современное развитие
В современное время, стрельба из лука и стрельба из арбалета являются видами стрелкового спорта. 
Маленькие дротики используются в игре дартс.
Физический принцип используемый в духовых трубках в дальнейшем получил развитие в пневматическом оружии. Оно также используется в охоте и спорте, например это маркер в пейнтболе, и гарпун используемый в подводном ружьё.

### Изогнутые дубинки и топоры
Изогнутые метательные дубинки, были широко распространены в Африке. К ним относятся тромбаш — деревянная метательная палица с лезвием изогнутым под углом 30°. Иногда «железным тромбашем» называют «молнию» — африканские метательные орудия, представляющее собой разнообразнные варианты железного многолезвийного ножа или клинка причудливых очертаний.

#### Бумеранг
От плоской и изогнутой метательной палицы произошёл и австралийский бумеранг, обладающий свойством при ловком метании описывать при полете сложную кривую и возвращаться обратно к месту, с которого он брошен, или даже несколько далее назад. Орудия вроде бумерангов (то есть возвращающиеся обратно) были известны и у других народов — в Индии, в древнем Египте, местами и в Европе.

#### Топоры
Топор тоже часто использовался для метания многими народами мира. Наиболее известны:
- хёрбат — европейский средневековый цельнометаллический метательный топорик,
- франциска — боевой топор франков и других германских племён,
- томагавк — топорик индейцев Северной Америки,
- нзаппа зап — традиционное оружие конго.

### Болас
Болас — охотничье метательное оружие, состоящее из ремня или связки ремней, к концам которых привязаны обёрнутые кожей круглые камни, костяные грузы, каменные шары.
Снаряды подобные боласу — цепные ядра — использовались в старинной корабельной и береговой артиллерии. Они могли наносить бо́льшие повреждения деревянным парусным судам, чем обычные пушечные ядра.

### Сюрикены и сякэны
В Древней Японии метательное оружие скрытого ношения называлось сюрикэн. Это название включало в себя самые разные типы: дротики, иглы, ножи, «звёздочки ниндзя».

### Чакра
В Индии еще сравнительно недавно использовались металлические кольца — чакра — с острым режущим наружным ободком и с широким круглым отверстием в середине. Сикхи часто носили их надетыми на коническую шапку. Такое кольцо, вращаясь при полёте, могло наносить серьёзные раны. Оно было особенно опасно при попадании в плотную группу легко одетого противника, будучи способным поразить сразу несколько человек, стоящих рядом.

## Тяжёлое метательное оружие
Мета́тельные маши́ны (допороховая артиллерия) — вид военной техники, применявшийся в Древности и Средние века, в общем случае представлявший собой механизмы, преобразовывавшие мышечные усилия живого существа в энергию полёта снаряда. Как правило, но не обязательно, это преобразование осуществлялось посредством плавного накопления потенциальной энергии (упругими элементами или противовесом) и последующего резкого её высвобождения.